# Satellit (Lautsprecher)
Als Satellit wird bei elektroakustischen Mehrkanalanlagen eine kleine, teilweise sogar superkleine  Lautsprecherbox bezeichnet, ohne vollwertige Tieftonwiedergabe. Die Tieftonwiedergabe erfolgt über eine getrennte große Box. In den meisten Fällen wird für alle Kanäle sogar eine gemeinsame spezialisierte Tieftonbox (Subwoofer) verwendet. Da die Wiedergabe tiefer Töne (großer Wellenlängen) auch typisch große geometrische Abmessungen erfordert, erlaubt dieses Konzept eine kompakte Bauform der Satellitenlautsprecher und damit der gesamten Lautsprecheranlage. 
Da für eine hochwertige Lautsprecherwiedergabe die Boxen kaum versteckt werden dürfen, ist natürlich eine kleine (Satelliten-)Box von großem Vorteil. Der Lautsprecher kann, ohne zu stark aufzufallen, akustisch günstiger platziert werden. Das ist sowohl für Stereo als auch für Mehrkanalton (z. B. 5.1) vorteilhaft.
Bei tiefen Frequenzen (und geringen Entfernungen) kann bei der Übertragung aus getrennten Boxen kaum eine Richtungsinformation abgeleitet werden. Bei sehr kleinen und damit schwachen Satelliten wird dieses Konzept allerdings schnell überstrapaziert. Bei solchen Anlagen liegt die Übernahmefrequenz zwischen dem Subwoofer und den Satelliten bei Frequenzen bis zu 250 Hz. Da wird dann doch die Rauminformation verfälscht. Auch stört bei diesen hohen Frequenzen bzw. kleinen Wellenlängen die zu große Entfernung zwischen Satellit und der Tieftonbox stark. 
Vorteilhaft bei einer zusammengefassten Mono-Übertragung ist eine Übergangsfrequenz von 80 Hz, was allerdings nur bei großen Satelliten erreicht werden kann. Erst bei Frequenzen tiefer als 80 Hz kann der Mensch nicht mehr die Richtung der Schallquellen lokalisieren. 
Bei hochwertigen Anlagen verwendet man zu jedem Satelliten eine eigene abgesetzte Bassbox. 
Die Hörempfindung im Bassbereich nimmt zu (Räumlichkeitseindruck). 
Die verteilte Anregung eines kleinen Wiedergaberaumes führt zu einer hochwertigeren Basswiedergabe (mit einer geringeren Wahrscheinlichkeit von stehenden Wellen). Die Vorteile im Bass bei Nutzung mehrerer  Lautsprecher bzw. Kanäle, gleichbedeutend mit der Anregung des Abhörraumes an unterschiedlichen Stellen mit unterschiedlichen Signalen, wurde schon früher  bei Mehrkanalwiedergabe (Quadro in den 70er Jahren) in Hörtests beschrieben. 
Das Marketing stellt, je nachdem wofür gerade Reklame gemacht werden soll, die Vorteile oder eben auch die Nachteile von Satelliten-Systemen bzw. Subwoofer-Anordnungen heraus.